# Hanriot HD.1
Hanriot HD.1 là một loại máy bay tiêm kích của Pháp trong Chiến tranh thế giới I.

## Quốc gia sử dụng
Bỉ
- Groupe de Chasse

 Pháp
- Hải quân Pháp

 Ecuador
 ItalyRegia Aeronautica
 Paraguay
 SwitzerlandKhông quân Thụy Sĩ - Sau chiến tranh
 Hoa KỳHải quân Hoa Kỳ

## Tính năng kỹ chiến thuật (HD.1)

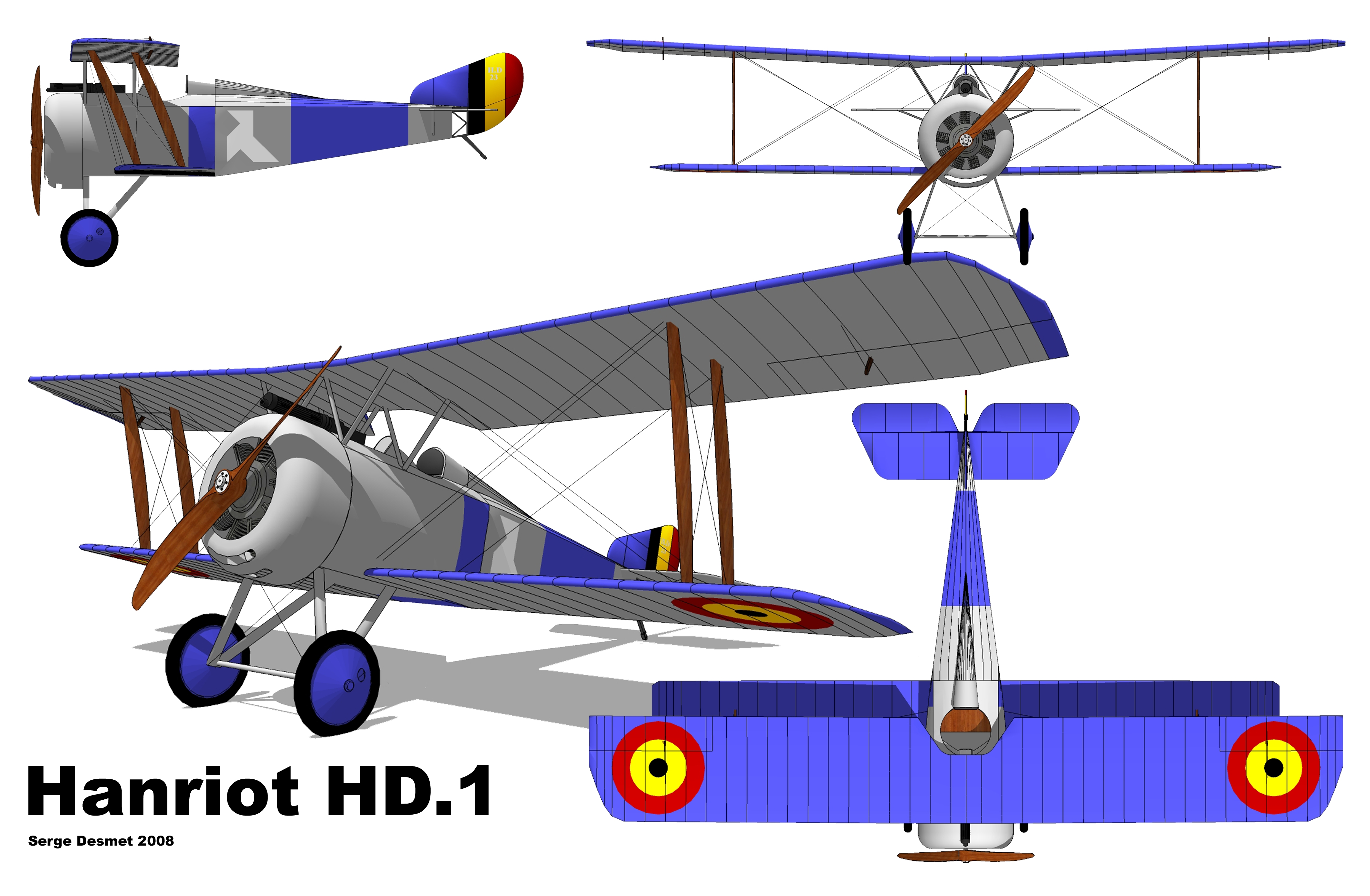

Dữ liệu lấy từ Holmes, 2005. p 31.
Đặc điểm tổng quát
- Kíp lái: 1
- Chiều dài: 5,85 m (19 ft 2 in)
- Sải cánh: 8,70 m (25 ft 6 in)
- Chiều cao: 2,94 m (9 ft 7,5 in)
- Diện tích cánh: 18 m² (193,7 ft²)
- Trọng lượng rỗng: 407 kg (895 lb)
- Trọng lượng có tải: 605 kg (1.331 lb)
- Trọng lượng cất cánh tối đa: 652 kg (1437 lb)
- Động cơ: 1 × Le Rhône 9J, 81 kW (110 hp)

 Hiệu suất bay 
- Vận tốc cực đại: 184 km/h (99 knot, 114 mph)
- Tầm bay: 550 km (297 nm, 342 mi)
- Trần bay: 6.400 m (21.000 ft)

Trang bị vũ khí

- 1 × hoặc 2 × Súng máy Vickers (7,7 mm)